# فرانك ساول
فرانك ساول (بالإنجليزية: Frank Saul)‏ هو لاعب كرة قدم بريطاني في مركز الهجوم، ولد في 23 أغسطس 1943 في جزيرة كانفي في المملكة المتحدة. لعب مع توتنهام هوتسبير وكوينز بارك رينجرز ونادي ساوثهامبتون ونادي ميلوول.